# Peter Stein
 (15 août 2023).
Si vous êtes l’auteur de ce texte, vous êtes invité à donner votre avis ici. À moins qu’il soit démontré que l’auteur de la page autorise la reproduction et que ce contenu soit compatible avec les principes fondateurs de Wikipédia, cette page sera supprimée ou purgée au bout d’une semaine maximum. En attendant le retrait de cet avertissement, veuillez ne pas réutiliser ce texte.
Ne doit pas être confondu avec Peter Gonville Stein.
Pour les articles homonymes, voir Stein.
Peter Stein, né le 1er octobre 1937 à Berlin, est un réalisateur, scénariste, metteur en scène et acteur allemand.

## Biographie
De 1970 à 1987, il dirige la Schaubühne am Lehniner Platz de Berlin.

## Prix Europe pour le théâtre - Premio Europa per il Teatro
En 2011, il a reçu le Prix Europe pour le théâtre, en Saint-Pétersbourg, avec cette motivation :
Le XIVe Prix Europe pour le Théâtre décerné à Peter Stein récompense la carrière de l’un des plus importants auteurs du théâtre allemand et européen de la deuxième moitié du XXe siècle, pour avoir réalisé des projets monumentaux et souvent dans des lieux insolites.

Depuis la fin des années 60 Peter Stein, guide et ‘démiurge’ d’un collectif extraordinaire, réussit à renouveler le théâtre allemand et de zone germanique en lui restituant un rôle dans lequel la recherche, le travail sur l’acteur et sur l’espace scénique, sur les textes et sur le temps de la mise en scène deviennent – dans le sillage d’une tradition allemande et centre-européenne – provocation, politique, philologie, expression artistique commune, révélation de l’histoire et reconsidération de la fonction critique et sociale du théâtre au présent. L’expérience de ‘son’ collectif, arrivé en 1970 à la Schaubühne de Berlin avec des acteurs tels que Bruno Ganz, Edith Clever, Jutta Lampe et Michael König, redéfinit, dans des termes bientôt reconnaissables comme 'steiniens', la signification du travail théâtral: les relectures d’Ibsen, von Kleist, Brecht, Gorky, Shakespeare, Eschyle, Tchekhov, qui s’alternent à la mise en scène d’auteurs tels qu’Edward Bond, Peter Handke, Botho Strauss. Elles mûrissent avec une disposition, une méthode et des choix dans lesquels Stein indique à ses acteurs et collaborateurs une trajectoire artistique et politique, commune et passionnante, qui marque une période précise de la scène berlinoise et européenne. Dès lors, Peter Stein, en continuant à passer du mythe aux classiques, de la dramaturgie contemporaine à l’art lyrique tout en se confrontant avec le cinéma, à travers un travail rigoureux et incessant – une recherche qui ne connaît ni fléchissement ni barrière géographique et linguistique – continue à restituer au théâtre européen des réécritures et des œuvres d’une telle intensité et d’une telle signification qu’il nous pousse à considérer le théâtre comme un corps vivant, actif et bien présent dans notre époque. La vitalité de Peter Stein, sa vaste culture et son intérêt pour tout domaine du travail théâtral l’ont conduit au cours des dernières années vers de nouvelles créations et activités: diverses mises en scène d’opéra, avec une attention toute particulière envers le répertoire russe. C’est un pays dans lequel il avait proposé, en la réadaptant, une mémorable Orestie, un essai de succès, Mon Tchekhov, et une réflexion sur son travail contenu dans le livre-interview Essayer encore, échouer toujours, réalisé en collaboration avec Georges Banu. Depuis quelques années, après son mariage avec l’actrice Maddalena Crippa, Stein vit en Italie. Là, parmi d’autres engagements européens et italiens, il a réalisé en s’occupant également avec courage des aspects liés à la production un Faust-Fantasia d’après Goethe et une réécriture scénique des Démons de Dostoïevski. Celle-ci a été considérée dès le début le meilleur spectacle théâtral réalisé récemment, signe d’un grand savoir et d’un esprit de recherche incessant qui, réunis, continuent à offrir des perspectives, des enseignements et des stimulants au théâtre du monde entier.

## Filmographie

### Comme réalisateur
- 1968 : Im Dickicht der Städte (TV)
- 1969 : Torquato Tasso (TV)
- 1971 : Die Mutter (TV)
- 1971 : Peer Gynt (feuilleton TV)
- 1973 : Prinz Friedrich von Homburg (TV)
- 1976 : Sommergäste
- 1979 : Trilogie des Wiedersehens (TV)
- 1980 : Groß und Klein
- 1983 : Klassen Feind
- 1985 : Der Park (TV)
- 1986 : Drei Schwestern (TV)
- 1992 : Pelléas et Mélisande (TV)
- 1998 : Die Ähnlichen (TV)
- 2001 : Johann Wolfgang von Goethe: Faust (TV)

### Comme scénariste
- 1983 : Klassen Feind
- 1998 : Die Ähnlichen (TV)
- 1980 : Orestie d'Eschyle

## Théâtre
- 1967 : Sauvés d'Edward Bond
- 1967 : Cabale et Amour de Friedrich von Schiller
- 1968 : Im Dickicht der Städte de Bertolt Brecht
- 1969 : Torquato Tasso de Johann Wolfgang von Goethe
- 1969 : Early Morning d'Edward Bond
- 1970 : The Changeling de Thomas Middleton et William Rowley
- 1970 : Die Mutter de Bertolt Brecht
- 1971 : Peer Gynt de Henrik Ibsen
- 1972 : La Tragédie optimiste de Vsevolod Vishnevsky
- 1972 : Prinz Friedrich von Homburg de Heinrich von Kleist, Schaubühne am Lehniner Platz, Théâtre national de l'Odéon
- 1973 : Das Sparschwein
- 1974 : Sommergäste
- 1978 : Groß und Klein de Botho Strauss
- 1980 : Die Orestie des Aischylos de Eschyle (9 heures)
- 1983 : Die Neger de Jean Genet, Schaubühne am Lehniner Platz
- 1984 : Le Parc (en) de Botho Strauss
- 1984 : Drei Schwestern de Anton Tchekhov
- 1989 : Der Kirschgarten de Anton Tchekhov
- 1990 : Roberto Zucco de Bernard-Marie Koltès
- 1993 : Die Orestie des Aischylos de Eschyle, (version russe, avec la Compagnie de l'Armée Rouge)
- 1995 : La Cerisaie de Anton Tchekhov
- 2000 : Faust de Goethe, Expo 2000 Hanovre (21 heures)
- 2009 : I Demoni (Les Démons) d'après Dostoïevski
- 2010 : Ödipus auf Kolonos de Sophocle, Salzburger Festspiele, Berliner Ensemble, avec Klaus Maria Brandauer
- 2013 : Le Prix Martin d'Eugène Labiche, au Théâtre de l'Odéon.
- 2018 : Le Tartuffe de Molière, au Théâtre de la porte Saint-Martin, Paris
- 2019 : Le Misanthrope de Molière, au Théâtre Libre, Paris

## Opéra
- 2010 Boris Godounov au Metropolitan Opera à New York

## Prix et distinctions
- 2011 : Prix Europe pour le théâtre[3]
- Docteur honoris causa de l'université de Valenciennes et du Hainaut-Cambrésis, France (2005)
- Docteur honoris causa de l’université nationale et capodistrienne d'Athènes en mars 2012[4].